# Hans Wilhelm (Drehbuchautor)
Hans Wilhelm, auch Jean Villeme (* 18. Oktober 1904 als Hans Karl Joseph Wilhelm in Berlin; † 23. Dezember 1980 in Santa Monica) war ein deutscher Drehbuchautor.

## Leben
Der Sohn des Schauspielers und Regisseurs Carl Wilhelm kam über seinen Vater früh zum Film und begann mit dem Schreiben von Drehbüchern, zunächst für Produktionen von Henny Porten, später unter anderem für die Adaption von Alfred Döblins Roman Berlin Alexanderplatz.
Nach der Machtergreifung der Nationalsozialisten verließ er Deutschland und ging über Ungarn nach Frankreich, anschließend nach Italien, Großbritannien und erneut Frankreich. Dort wurde er bei Kriegsausbruch 1939 interniert, doch 1941 konnte er nach Santo Domingo ausreisen. Seit 1945 lebte er in Hollywood. Er lieferte auch in dieser Zeit Manuskripte und Drehbücher, unter anderem an Max Ophüls. Ende der 1950er Jahre kehrte er nach Deutschland zurück, zuletzt lebte er wieder in Santa Monica.

## Filmografie (Auswahl)
- 1925: Nick, der König der Chauffeure (auch Schauspieler)
- 1927: Meine Tante – Deine Tante
- 1927: Violantha
- 1928: Das letzte Fort
- 1929: Hrích
- 1929: Liebfraumilch
- 1929: Die vierte von rechts
- 1929: Sündig und süß
- 1929: Tagebuch einer Kokotte
- 1930: Menschen im Feuer
- 1930: Die letzte Kompagnie (Idee)
- 1930: Ein Burschenlied aus Heidelberg
- 1931: Berlin – Alexanderplatz
- 1931: Man braucht kein Geld
- 1932: Zwei in einem Auto
- 1932: Paris-Méditerranée
- 1932: Das Abenteuer der Thea Roland
- 1933: So ein Mädel vergißt man nicht
- 1933: Der gestohlene Millionär (On a volé un homme)
- 1933: Liebelei
- 1933: Es gibt nur eine Liebe
- 1934: Eine Diva für alle (La signora di tutti)
- 1935: Mein Herz der Königin (The Dictator)
- 1940: Ohne ein Morgen (Sans lendemain)
- 1940: Diebe und Liebe (Battement de coeur)
- 1947: Bezaubernde Lippen (This Time for Keeps)
- 1948: Auf einer Insel mit dir (On an Island with You)
- 1951: Dem Satan singt man keine Lieder (The Prowler) (Originalstory)
- 1952: Nicht die Zeit für Blumen (No Time for Flowers)
- 1957: Casino de Paris
- 1958: Christine
- 1960: Bomben auf Monte Carlo
- 1961: Schöne Witwen sind gefährlich (Five Golden Hours)
- 1963: Die Strolche von Mexiko (Dime with a Halo) (auch Produzent)
- 1966: Ganovenehre